# BWT
BWT AG es una empresa austriaca que fabrica sistemas de tratamiento de aguas con sede en Mondsee.
La empresa cuenta con centros de producción en Mondsee (Austria), Schriesheim (Alemania), París (Francia) y Aesch (Suiza), tiene numerosas filiales y una red de distribución mundial, con unos 5000 empleados.
Desde 2018, ha incursionado en el mundo del automovilismo, patrocinando a varios equipos de Formula 1 como Force India, hasta su disolución y transformación en Racing Point ese mismo año.
Racing Point continuó con BWT como patrocinador principal hasta 2021, año en el que el equipo se refundó como Aston Martin. En 2022 la empresa firmó un acuerdo para convertirse en patrocinador principal del equipo Alpine.